# لاله صحرایی

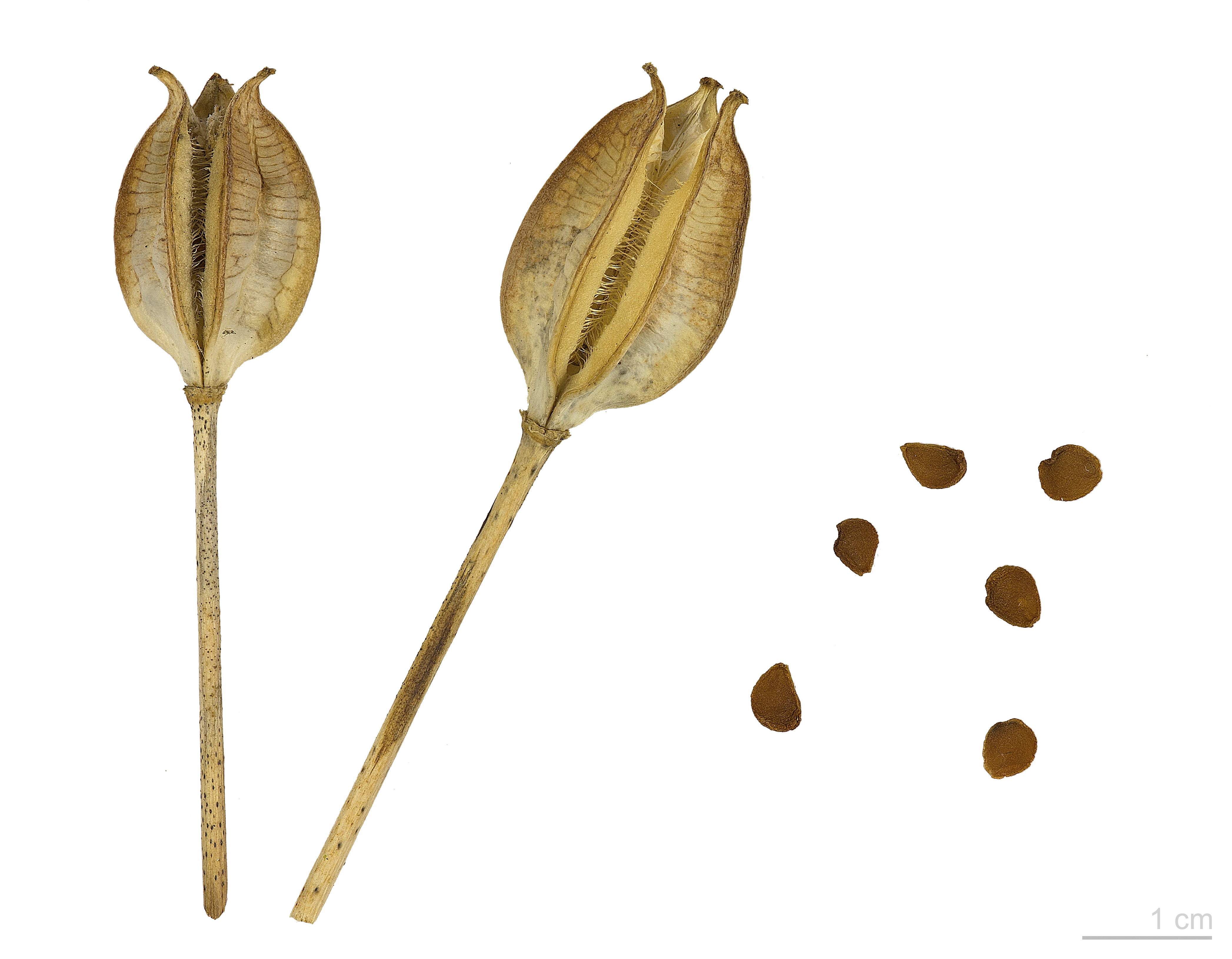
Tulipa sylvestris

لالهٔ صحرایی یا لاله زرد (نام علمی: Tulipa sylvestris) نام یکی از گونه‌های سردهٔ لاله است. رشد این گیاه در مزارع گندم شایع است. پیاز آن در عمق بسیار زیاد (در حدود ۵۰ سانتیمتر) رشد می‌کند و قادر به زنده ماندن هستند. همچنین قبل از برداشت گندم، چرخه رشد آن، از گلدهی به دانه به اتمام می‌رسد. رنگ آنها به رنگ زرد است و بیشتر در اروپا انتشار دارند.